# Regau
Regau är en ort och kommun i Österrike. Den ligger i distriktet Vöcklabruck i förbundslandet Oberösterreich, 200 kilometer väster om huvudstaden Wien. 
Kommunen består av 35 orter (Ortschaften) (inom parentes invånarantal 1 januari 2024):

- Alm (47)
- Burgstall (10)
- Dorf (43)
- Dornet (18)
- Eck (80)
- Geidenberg (53)
- Hattenberg (71)
- Himmelreich (224)
- Hinterbuch (80)
- Hub (31)
- Kirchberg (125)
- Lahn (52)
- Lixlau (622)
- Mairhof (29)
- Neudorf (123)
- Oberkriech (100)
- Oberregau (109)
- Pilling (38)
- Preising (919)
- Pürstling (65)
- Regau (849)
- Reith (19)
- Riedl (66)
- Ritzing (47)
- Roith (20)
- Rutzenmoos (851)
- Schacha (32)
- Schalchham (1 463)
- Schönberg (86)
- Stölln (23)
- Tiefenweg (89)
- Unterkriech (168)
- Wankham (545)
- Weiding (83)
- Zaissing (20)